# Patrick van Luijk

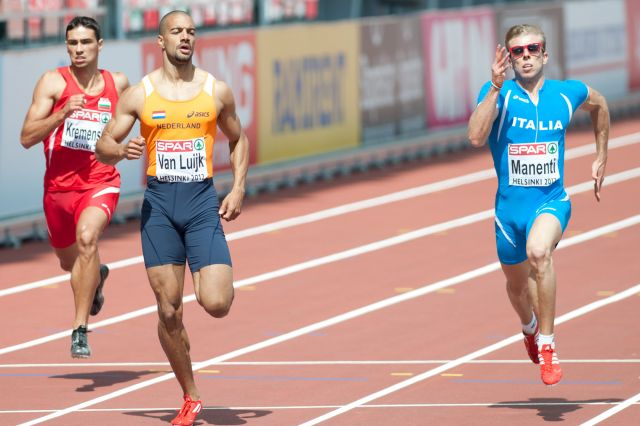
Patrick van Luijk (2. von links) 2012 in Helsinki

Patrick Jermaine Herschel van Luijk (* 17. September 1984 in Spijkenisse) ist ein niederländischer Leichtathlet, der 2012 mit der 4-mal-100-Meter-Staffel Europameister wurde.
Patrick van Luijk spielte als Jugendlicher Fußball beim FC Dordrecht und bei Feyenoord Rotterdam und begann erst vergleichsweise spät mit der Leichtathletik. 2006 nahm er an den Europameisterschaften in Göteborg teil: Im 200-Meter-Lauf schied er im Viertelfinale aus, mit der niederländischen 4-mal-100-Meter-Staffel erreichte er das Finale und belegte den achten Platz. Mit der Sprintstaffel erreichte er auch das Finale bei den Olympischen Spielen 2008 in Peking, im Endlauf wurde die Staffel allerdings disqualifiziert. Van Luijk war 2008 und 2009 niederländischer Meister über 100 und 200 Meter. 
Bei den Europameisterschaften 2012 in Helsinki gewann Patrick van Luijk über 200 Meter die Silbermedaille hinter seinem Landsmann Churandy Martina, die niederländische Sprintstaffel mit Brian Mariano, Martina, Giovanni Codrington und van Luijk gewann den Titel in 38,34 s vor dem deutschen Quartett.

## Bestleistungen
- 100 Meter: 10,25 s, 21. Juni 2008 in Leiria
- 200 Meter: 20,47 s, 9. Juni 2012 in Leiden
- 60 Meter (Halle): 6,66 s, 14. Februar 2009 in Apeldoorn